# Chrobry (Schiff)
Die Chrobry war ein 1939 in Dienst gestelltes Transatlantik-Passagierschiff der polnischen Reederei Gdynia-Ameryka Linie, das für Route von Gdynia nach Südamerika gebaut wurde. Die Chrobry führte nur eine einzige Überfahrt im zivilen Passagierverkehr durch. Im anschließenden Zweiten Weltkrieg diente das Schiff als alliierter Truppentransporter, bis es am 15. Mai 1940 im norwegischen Vestfjord durch deutsche Kampfflugzeuge versenkt wurde.

## Bau und technische Daten
Nach der Indienststellung der in Großbritannien gebauten Sobieski (11.030 BRT) wurde der Bau eines Schwesterschiffs mit leicht modifiziertem Design geplant. Die Abmessungen wurden geringfügig größer und das Schiff konnte mehr Passagiere aufnehmen: Die Auftragsvergabe der Reederei ging am 12. März 1937 an die dänische Nakskovs Skibsvaerft in Nakskov, auf der das Schiff 1938 unter der Baunummer 89 auf Kiel gelegt wurde und am 24. Februar 1939 vom Stapel lief. Benannt wurde es nach dem Beinamen von Bolesław I. Chrobry („der Tapfere“), im 11. Jahrhundert der erste König Polens.
Das Schiff war 154,2 Meter lang 20,3 Meter breit und hatte einen Tiefgang von 8,3 Metern. Dabei war es mit 11.442 BRT bzw. 7106 NRT vermessen und hatte eine Tragfähigkeit von 7200 tdw. Zwei Achtzylinder-Dieselmotoren des Typs 2S SA von Burmeister & Wain aus Kopenhagen erzeugten 11.250 PS und ermöglichte über zwei Schrauben eine Geschwindigkeit von 17,0 Knoten. Die Besatzung bestand aus 260 Mann. Die Passagierkapazitäten lagen bei 44 Reisenden in der Ersten Klasse, 250 in der Kabinenklasse und 804 in der Touristenklasse.

## Geschichte
Am 23. Juli 1939 lieferte die Werft den Neubau in Nakskov an die Gdynia-Ameryka Linie ab, in ihrem Heimathafen Gdynia stellte die Reederei sie am 27. Juli in Dienst. Wie die Sobieski war auch die Chrobry für die Südamerikaroute gedacht, wo beide Neubauten die älteren Schiffe Kościuszko und Pulaski ablösten. Zwei Tage später lief die Chrobry zur ersten Transatlantikreise nach Argentinien aus. Unter den 1042 Passagieren befanden sich Senator Jan Rembieliński, der ehemalige polnische Botschafter in Argentinien Władysław Mazurkiewicz sowie die Schriftsteller Witold Gombrowicz, Bohdan Pawłowicz und Czesław Straszewicz. Das Schiff erreichte Buenos Aires am 19. August 1939. Auf der Rückfahrt erfuhr Kapitän Edward Pacewicz vom Beginn des Krieges und steuerte Recife in Brasilien an, wo die Passagiere das Schiff verließen.

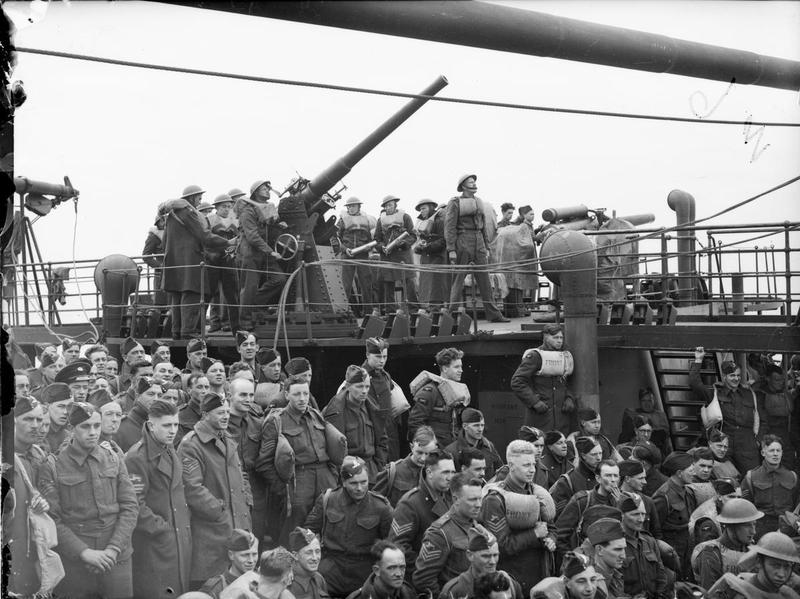
Mitglieder der Royal Artillery bei Luftabwehrübungen an Bord der Chrobry in Norwegen, 8. Mai 1940.

Auf der Rückfahrt nach Europa fing der britische Kreuzer Achilles das Schiff ab und geleitete es nach Freetown im heutigen Sierra Leone. Dort schloss es sich dem Konvoi SL.5F nach Großbritannien an und erreichte London am 30. Oktober. Sie wurde an die britische Regierung verchartert und zum Truppentransporter umgebaut, der 2500 Soldaten aufnehmen konnte. Anschließend führte sie im Dezember 1939 und Januar 1940 zwei Truppentransporte mit den Konvois TC2 und TC3 von Halifax nach Großbritannien durch. Im Februar ging das Schiff in die Werft, wo ein 152-mm-Geschütz und Flugabwehrwaffen eingebaut wurden. Im Anschluss sollte die Chrobry ins Mittelmeer verlegt werden, führte nach dem deutschen Überfall auf Norwegen jedoch ab dem 12. April 1940 mehrere Truppentransporte dorthin durch.
Am 14. Mai transportierte die Chrobry – gesichert vom Zerstörer Wolverine und der Sloop Stork – ein britisches Bataillon nach Bodø. Der Verband wurde im Vestfjord von Ju-87-Sturzkampfbombern der I./StG 1 angegriffen, die das Schiff trafen und das aufgegeben werden musste. Die Wolverine ging längsseits der brennenden Chrobry und übernahm 694 Soldaten, die sie in Harstad absetzte. Die restlichen Überlebenden übernahm die anfangs sichernde Stork.